# Wesley Lautoa
Wesley Lautoa (Épernay, 25 augustus 1987) is een Nieuw-Caledonisch-Frans voetballer die doorgaans als centrale verdediger speelt. Hij verruilde Lorient in juli 2017 voor Dijon FCO.

## Clubcarrière
Lautoa begon op negenjarige leeftijd met voetballen  bij Épernay Champagne. Zes jaar later trok hij naar Entente SSG, maar na één seizoen keerde hij terug bij Épernay Champagne. Na vier jaar in het eerste elftal ging hij naar AFC Compiègne. Op 26 april 2010 legde CS Sedan de verdediger voor drie jaar vast. Op 31 januari 2012, de laatste dag van de winterse transferperiode, legde Lorient 2 miljoen euro op tafel voor Lautoa. Hij tekende een contract tot medio 2016.

## Interlandcarrière
Lautoa debuteerde in 2008 in het Nieuw-Caledonisch voetbalelftal.